# Моравкова Алена
Моравкова Алена (чеськ. Morávková Alena; * 29 липня 1935, Градець-Кралове) — чеська дослідниця, перекладач української літератури. Голова празької секції Спілки діячів науки і мистецтва, член Товариства письменників (Прага),
ПЕН-клубу, Товариства перекладачів, Спілки Національної бібліотеки, Театрологічного товариства
та Чеської асоціації україністів.

## З біографії
Народ. 29 липня 1935 р. у м. Градец-Кралове, закінчила гімназію ім. Й. К. Тила.
Навчалася на філософському факультеті Карлового університету (Прага, 1953-1958).
Працювала редактором авторської агенції ДІЛІА (1958-1968),
у відділі мов і літератур Чехословацької Академії наук (1968-1972),
зазнала політичних переслідувань. З 1989 р. працювала у відділах чеської та світової літератур Слов’янського інституту Чехословацької академії наук, потім у Карловому університеті.

## Творчий доробок
Перекладає з української, російської та французької мов. Досліджує творчість М. Коцюбинського,
М. Куліша, О. Ольжича, Е. Андієвської, Д. Чижевського.
Окремі публікації:
- Моравкова А. Празька поетична школа. Олег Ольжич // Літературознавство. Матеріали III конгресу Міжнародної асоціації україністів. - К., 1996. - С. 176-183.

## Нагороди
Лауреат міжнародної премії ім. І. Франка.